# Deliverance (videogioco 1987)
Deliverance è un videogioco a piattaforme pubblicato nel 1987 per Commodore 64 dalla The Power House, un marchio per edizioni economiche appartenente alla CRL Group. Si controlla un tozzo robot dall'aspetto caricaturale che attraversa a piedi scenari alieni, caratterizzati da scorrimento continuo.

## Modalità di gioco
Deliverance è per giocatore singolo o per due giocatori in cooperazione simultanea, che controllano due piccoli robot bipedi chiamati Jim e Bob, differenti graficamente tra di loro. L'ambiente di gioco è bidimensionale, con scorrimento orizzontale costante verso destra, ed è costituito da piattaforme e da muri verticali non oltrepassabili. Il robot cammina automaticamente alla stessa velocità dello scorrimento, e si ferma solo se il giocatore lo trattiene o se si trova davanti un muro. Se il robot finisce schiacciato tra un ostacolo e il lato sinistro dello schermo, si distrugge e perde una vita.
I controlli del giocatore sono fermarsi (spostarsi quindi a sinistra rispetto allo schermo), camminare più veloce (spostarsi a destra), saltare, e sparare verso destra. Sparare diventa possibile non appena si supera un'icona oscillante di una pistola laser, sempre presente verso l'inizio dello scenario.
I nemici sono creature e robot di vario genere, che camminano o volano, e sono letali se toccati. Vanno evitati anche alcuni elementi dello scenario, come oggetti fissi indistruttibili e pozze infuocate. Nel caso del multigiocatore i due robot non possono nuocersi né urtarsi tra loro.
Ci sono in tutto 5 livelli e la conformazione di uno stesso livello è in parte variabile, in modo casuale, ogni volta che lo si affronta. Un piccolo radar nell'area informazioni mostra quanto progresso è stato fatto per arrivare al termine del livello corrente. Ogni livello ha un diverso scenario, si inizia con un paesaggio vulcanico per poi attraversare ambienti interni. Nel quarto livello in particolare l'ambiente è una caverna con soffitto dal profilo irregolare e i robot non hanno la capacità di saltare, sostituita da razzi propulsori che permettono di volare verso l'alto quando attivati e di scendere per gravità quando il comando è rilasciato. Al termine del quinto livello si salva la classica principessa rapita, che appare molto più alta dei robot.